# Palazzo del Tribunale (Parma)
Il Palazzo del Tribunale è un edificio dalle forme neorinascimentali, situato in piazzale Corte d'Appello 1 a Parma; costituisce la sede del tribunale ordinario di Parma.

## Storia
Nel 1601 il duca Ranuccio I Farnese fondò il Collegio dei Nobili, detto anche Collegio di Santa Caterina, prestigiosa istituzione scolastica destinata ai ragazzi di nobile famiglia dai dieci ai venti anni d'età. La struttura, affidata ai padri gesuiti, prosperò fino alla seconda metà del XVIII secolo, ma poi cadde in declino e fu soppressa durante il governo napoleonico. Riaperta con la Restaurazione, fu definitivamente chiusa in seguito ai moti del 1831 dalla duchessa Maria Luigia, che la unificò al collegio Lalatta istituendo il collegio ducale Maria Luigia (ribattezzato nel 1896 convitto nazionale Maria Luigia), con sede nel palazzo Imperiale dell'Arena.
L'enorme complesso del Collegio, svuotato di tutti gli arredi, dipinti e collezioni, fu completamente abbattuto nel 1844 per volere della Duchessa e contestualmente fu avviata, su una porzione dell'area, la costruzione del palazzo, che nelle intenzioni originarie avrebbe dovuto fungere da nuova sede dell'Università degli Studi di Parma; l'architetto di Corte Nicola Bettoli, al quale dopo alcuni anni subentrò il figlio Luigi, si ispirò per la facciata al rinascimentale Palazzo Farnese di Roma.
In seguito il palazzo divenne la sede del tribunale ordinario cittadino.

## Descrizione
L'ampio palazzo si sviluppa su una pianta rettangolare, allungandosi attorno a due stretti cortili disposti simmetricamente a lato del corpo centrale, innalzato in asse con l'ingresso.
La facciata principale, interamente rivestita in laterizio, è suddivisa orizzontalmente da due marcapiani in pietra; al piano terreno le alte finestre sono incorniciate da colonnine ioniche a sostegno del timpano triangolare, mentre al primo piano sono inquadrate da cornici timpanate senza colonnine ed al secondo piano, ben più piccole, presentano semplici cornici. Al centro l'ampio portale è affiancato da due grandi colonne ioniche in marmo, che sorreggono il balcone balaustrato.
Le facciate laterali, seppur simmetriche, presentano diverse caratteristiche: quella su vicolo San Tiburzio è interamente rivestita in laterizio e le finestre sono inquadrate da semplici cornici, mentre quella opposta è intonacata e le sue aperture non mostrano decori.
Sul retro si eleva un moderno edificio, accessibile da vicolo San Marcellino 1; al suo interno hanno sede la Cancelleria GIP/GUP, del Dibattimento e delle Esecuzioni Penali e l'ufficio N.E.P.
All'interno del palazzo storico, l'atrio voltato a botte si apre lateralmente su due scaloni, che si innalzano verso i livelli superiori. Vari ambienti sono ornati con colonnati e dipinti sulle volte; di pregio risulta l'ampia sala delle udienze, caratterizzata dalle ricche decorazioni a tempera.